# 欧内斯特·马斯登
欧内斯特·马斯登爵士，CMG CBE MC FRS（英語：Sir Ernest Marsden，1889年2月19日—1970年12月15日），英国-新西兰物理学家。他因与欧内斯特·卢瑟福合作发现新的原子结构理论而知名。